# كرايغ بنسون (سياسي)
كرايغ بنسون (بالإنجليزية: Craig Benson)‏ هو شخصية أعمال وسياسي أمريكي، ولد في 8 أكتوبر 1954 في نيويورك في الولايات المتحدة. نشط حزبياً في الحزب الجمهوري. وقد انتخب حاكم نيو هامبشاير ‏ (9 يناير 2003 – 6 يناير 2005).

## وصلات خارجية
- كرايغ بنسون على موقع إن إن دي بي (الإنجليزية)